# Mundo aberto
Mundo aberto ou openworld é um conceito de level design nos jogos eletrônicos em que um jogador pode se mover livremente num mundo aberto e lhe é dada liberdade considerável na escolha de como ou quando realizar os objetivos. O termo "mundo aberto" sugere a ausência de barreiras artificiais, em contraste com muros invisíveis e telas de carregamento, comuns em jogos lineares. Um jogo em "mundo aberto" não implica, necessariamente, um "sandbox" verdadeiro. Em um jogo verdadeiramente "sandbox", o jogador possui ferramentas para modificar o mundo e criar a forma como ele joga. Geralmente, jogos de mundo aberto ainda impõem algumas restrições ao ambiente do jogo, seja devido a limitações técnicas, seja pelas limitações do próprio jogo (como áreas bloqueadas) impostas pela linearidade.

## Jogabilidade e design
Um mundo aberto é um nível ou jogo projetado como não linear com vastas áreas abertas e muitos caminhos para se chegar a um objetivo. Determinados jogos são projetados com alguns níveis tradicionais e outros em mundo aberto. Um mundo aberto facilita maior exploração do que uma série de níveis menores ou uma fase com desafios mais lineares. Os críticos julgam a qualidade de um mundo aberto baseando-se nas possibilidades de maneiras interessantes para o jogador interagir com o nível quando ele ignora os objetivos principais. Alguns jogos utilizam cenários reais para modelar um mundo aberto, como Nova York.
Um grande desafio de design é balancear a liberdade de um mundo aberto com a estrutura de um enredo dramático. Como os jogadores podem realizar ações que os desenvolvedores do jogo não esperam, os roteiristas devem encontrar formas criativas de impor o enredo ao jogador sem interferir na liberdade. Por isso, jogos com mundos abertos, às vezes, quebram a história em uma série de missões ou têm um enredo simples e curto que ocorre de uma vez. Outros jogos, em vez de oferecer missões secundárias, preferem não adicioná-las para que o enredo principal não seja interrompido. A maioria dos jogos de mundo aberto fazem do personagem uma folha em branco na qual o jogador pode projetar suas próprias ideias, apesar de jogos como Landstalker: The Treasures of King Nole oferecerem maior desenvolvimento do personagem e mais diálogos. Escrevendo em 2005, David Braben descreveu a estrutura de narrativa dos jogos atuais como "um pouco diferentes das histórias dos filmes de Harold Lloyd dos anos 1920", e considerou histórias realmente abertas como "O Santo Graal que estamos buscando na quinta geração de consoles".
Jogos com mundos abertos tipicamente dão aos jogadores vidas infinitas, apesar de jogos como Blaster Master forçarem o jogador a recomeçar todo o jogo caso morra demais. Também há um risco de que o jogador se perca ao explorar um mundo aberto; deste modo, os designers, às vezes, tentam dividir o mundo aberto em seções manejáveis.

### Geração processual e jogabilidade emergente
Geração processual refere-se a conteúdos gerados por meio de algoritmos em vez de manualmente e é geralmente utilizada para gerar cenários e outros conteúdos para jogos. Apesar da geração processual não garantir que um jogo ou sequência de fases são não lineares, é um fator importante para reduzir o tempo de desenvolvimento do jogo, além de abrir caminhos para a possibilidade de gerar mundos de jogo maiores e mais diversificados usando menos recursos. Esse tipo de geração processual também é chamado de "construção de mundo", em que regras gerais são usadas para construir um mundo verossímil.
Diversos jogos 4X e roguelike fazem uso da geração processual para gerar cenários. SpeedTree é um exemplo de ferramenta orientada para desenvolvedores usada no desenvolvimento de The Elder Scrolls IV: Oblivion cujo objetivo é diminuir o tempo de criação dos cenários. A geração processual também permitiu aos desenvolvedores de Elite, David Braben e Ian Bell, ajustarem todo o jogo, incluindo milhares de planetas, dezenas de produtos comerciais, múltiplos tipos de naves e um sistema econômico plausível em menos de 22 kilobytes de memória.

"Você precisa de boas tecnologias de simulação. (...) [Mundos simulados] têm mais poder do que mundos roteirizados porque eles permitem que as pessoas brinquem naquele mundo. (...) [Boas simulações de mundo] permitem às pessoas descobrir coisas... a ultrapassar os limites dos mundos."

—Peter Molyneux em entrevista à GameSpy
Jogabilidade emergente refere-se a situações que surgem (previsível ou inesperadamente) da interação de mecânicas de jogo relativamente simples. De acordo com Peter Molyneux, a jogabilidade emergente aparece em qualquer lugar em um jogo com bom sistema de simulação que permita aos jogadores agirem no mundo e virem uma resposta realista às suas ações. É isso que tornou SimCity e The Sims interessantes aos jogadores. De maneira similar, ser capaz de interagir livremente com os habitantes de uma cidade em Grand Theft Auto adicionou uma nova dimensão à franquia.
Nos últimos anos, desenvolvedores de jogos tentaram encorajar a jogabilidade emergente fornecendo aos jogadores ferramentas para expandir os jogos com as próprias ações dos jogadores. Exemplos incluem navegadores dentro dos jogos EVE Online e The Matrix Online,  ferramentas de integração XML e linguagens de programação em Second Life e um sistema complexo de criação de objetos a partir de textos em Scribblenauts. Outros exemplos de jogabilidade emergente incluem interações entre física e inteligência artificial. Um desafio que ainda precisa ser superado, entretanto, é como contar uma história convincente usando apenas tecnologia emergente.
Em uma página op-ed da BBC News, David Braben, co-criador de Elite, chamou os jogos realmente abertos de "O Santo Graal" da indústria moderna de videogames, citando jogos como Elite e a franquia Grand Theft Auto como passos iniciais nessa direção. Peter Molyneux também afirmou que ele acredita que a jogabilidade emergente é o futuro dos jogos eletrônicos. Ele tentou implementar uma jogabilidade em mundo aberto a um nível elevado em alguns de seus jogos, particularmente em Black & White e Fable.

## História
"Eu penso que [The Elder Scrolls II: Daggerfall é] um daqueles jogos em que as pessoas podem se 'projetar'. Ele permite fazer tantas coisas e para tantos estilos de jogo que as pessoas podem facilmente imaginar que tipo de pessoa elas gostariam de ser no jogo."

—Todd Howard
Ultima I: The First Age of Darkness, desenvolvido por Richard Garriot na Origin Systems e lançado em 1981, talvez seja o primeiro jogo de computador realmente em mundo aberto. O terceiro jogo da série, Ultima III: Exodus, expandiu ainda mais os conceitos de mundo aberto do jogo original e introduziu outros meios de transporte, como cavalos e barcos, que podem ser considerados os primeiros exemplos de jogabilidade sandbox.
O simulador espacial Elite, lançado em 1984, é creditado como pioneiro do conceito mundo aberto. Há diversos jogos antigos que oferecem aos jogadores a habilidade de explorar um mundo aberto enquanto dirigem uma variedade de veículos terrestres. New York City (1984), Miami Vice e APB (1987) expandiram esse formato, enquanto Turbo Esprit (1986) ofereceu uma experiência em 3D numa cidade aberta, sendo considerado uma das grandes influências a Grand Theft Auto. Hunter (1991) é considerado o primeiro jogo sandbox completamente 3D, com gráficos em terceira pessoa.
Lançado no Japão em 1986, o primeiro The Legend of Zelda é considerado um dos primeiros exemplos de jogos em mundo aberto. Com uma jogabilidade não linear, o jogo definiu as bases para jogos eletrônicos de ação-aventura como Metroid e RPGs como Final Fantasy, enquanto influenciou diversos jogos modernos em geral. Wasteland, lançado em 1988 pela Interplay Productions, é outro pioneiro importante no gênero mundo aberto. O jogo apresenta um grande mundo aberto, onde as ações do jogador têm efeitos permanentes, mantendo áreas no estado em que o jogador as deixa. O jogo tem uma jogabilidade não linear, em que o jogador pode explorar grande parte do mundo desde o início e executar missões em qualquer ordem, algumas delas com diversas soluções possíveis. O jogador também tem a possibilidade de interagir com o mundo de outras formas, usando ferramentas como cordas e pás para progredir. Foi um dos primeiros jogos com jogabilidade realmente sandbox.
O jogo da Sierra On-Line de 1992, King's Quest VI, conta com um mundo aberto. Quase metade das missões são opcionais, muitas delas têm diversas soluções e os jogadores podem resolver a maior parte em qualquer ordem. Mapas em Quarantine (1994) apresentavam muitos locais onde missões podiam ser iniciadas, além de ter popularizado o tiroteio em veículos, sendo possível usar a Uzi para atirar pelas janelas laterais. O jogo Super Mario 64 (1996) foi considerado revolucionário por seus mapas 3D de livre exploração, que foram raramente vistos em jogos 3D anteriormente, juntamente com seus controles por alavanca analógica e controle de câmera. Outros exemplos iniciais 3D incluem os jogos The Legend of Zelda: Ocarina of Time (1998) e Majora's Mask (2000), o jogo da então DMA Design (atualmente Rockstar North) Body Harvest (1998), os jogos Midtown Madness (1999) e Midnight Club: Street Racing (2000) da Angel Studios (atualmente Rockstar San Diego), o jogo da Reflections Interactive (atualmente Ubisoft Reflections) Driver (1999), e os jogos da Rareware Banjo-Kazooie (1998), Donkey Kong 64 (1999) e Banjo-Tooie (2000).

### Final dos anos 90 e século XXI
O ambicioso jogo de aventura da Sega, Shenmue (1999), foi um grande passo para a jogabilidade 3D em mundo aberto e é considerado o criador do subgênero "cidade aberta", oferecendo um nível de liberdade inigualável ao jogador, dando-lhe controle total para explorar uma grande cidade sandbox com seu próprio ciclo dia-noite, mudanças climáticas e personagens não jogáveis dublados em suas rotinas diárias. Os grandes ambientes interativos, a riqueza de opções, o nível de detalhes e a extensão de sua exploração sandbox foram comparados a jogos de mundo aberto posteriores como Grand Theft Auto III e suas sequências, Yakuza, Fallout 3 e Deadly Premonition. S.T.A.L.K.E.R.: Shadow of Chernobyl foi desenvolvido pela GSC Game World em 2007, seguido por dois outros jogos, uma prequela e uma sequência. O estilo de jogo em mundo livre foi dividido em grandes mapas, como setores, e o jogador pode ir de um setor até outro, dependendo da missão em que estiver ou simplesmente por vontade própria.
A franquia de jogos de mundo aberto com maior impacto cultural é Grand Theft Auto, com mais de 220 milhões de vendas. Grand Theft Auto III combinou elementos de jogos anteriores em uma nova experiência 3D imersiva, que ajudou a definir a jogabilidade em mundo aberto para a sexta geração. Por exemplo: estações de rádio foram implementadas anteriormente em jogos como Out Run da Sega (1986) e SimCopter da Maxis (1996), missões baseadas em dirigir um táxi numa cidade aberta partiram do jogo da Sega Crazy Taxi (1999), a possibilidade de ferir ou matar personagens não jogáveis remete a títulos como Portopia (1983), Hydlide II (1985), Final Fantasy Adventure (1991) e diversos jogos de tiro que usam pistolas de luz, e o modo como os jogadores atropelam pedestres e são seguidos pela polícia foi comparado a Pac-Man (1980). Após o lançamento de Grand Theft Auto III, muitos jogos que empregaram um mundo aberto 3D foram rotulados, muitas vezes depreciativamente, de clones de Grand Theft Auto, assim como muitos jogos de tiro em primeira pessoa iniciais foram chamados de "clones de Doom". Outro jogo de mundo aberto bastante conhecido é Minecraft, que já vendeu mais de 54 milhões de cópias nos PCs e em consoles.
Entretanto, Grand Theft Auto não foi o primeiro nem o último jogo de mundo aberto. Outro exemplo notável é a franquia de jogos The Elder Scrolls, que conta com um mundo gigantesco e excepcionalmente diversificado, oferecendo várias tarefas e possibilidades de jogo para centenas de horas, apesar da disponibilidade da viagem rápida.